# Ship ohøj!
Ship ohøj! (originaltitel The Navigator) er en amerikansk stumfilm fra 1924 instrueret af Buster Keaton og Donald Crisp.

## Medvirkende
- Buster Keaton som Rollo Treadway
- Frederick Vroom som John O'Brien
- Kathryn McGuire som Betsy O'Brien